# The Shape I'm Takin'
The Shape I'm Takin' è un singolo del gruppo musicale statunitense Red Hot Chili Peppers, pubblicato il 25 novembre 2022 come quarto estratto dal tredicesimo album in studio Return of the Dream Canteen.

## Descrizione
Come nel caso di Nerve Flip, estratto dal precedente Unlimited Love, il brano è stato originariamente pubblicato in esclusiva come bonus track dell'edizione CD giapponese di Return of the Dream Canteen.

## Tracce
Testi e musiche di Anthony Kiedis, Flea, John Frusciante e Chad Smith.
1. The Shape I'm Takin' – 3:35

## Formazione
Hanno partecipato alle registrazioni, secondo le note di copertina di Return of the Dream Canteen:
Gruppo
- Anthony Kiedis – voce
- John Frusciante – chitarra, tastiera, sintetizzatore
- Flea – basso
- Chad Smith – batteria

Produzione
- Rick Rubin – produzione
- Ryan Hewitt – registrazione a Shangri-La, missaggio all'EastWest Studio
- Vlado Meller – mastering (CD, download digitale)
- Jermey Lubsey – assistenza al mastering (CD, download digitale)
- Bo Bodnar – ingegneria del suono
- Phillip Broussard Jr. – ingegneria del suono
- Jason Lader – ingegneria del suono
- Ethan Mates – ingegneria del suono
- Dylan Neustadter – ingegneria del suono
- Jonathan Pfarr – assistenza all'ingegneria
- Chaz Sexton – assistenza all'ingegneria
- Chris Warren – tecnico gruppo
- Henry Trejo – tecnico gruppo
- Sami Bañuelos – assistenza gruppo
- Lawrence Malchose – assistenza tecnica
- Charlie Bolois – assistenza tecnica